# Mustafa Aziz Mahmoud

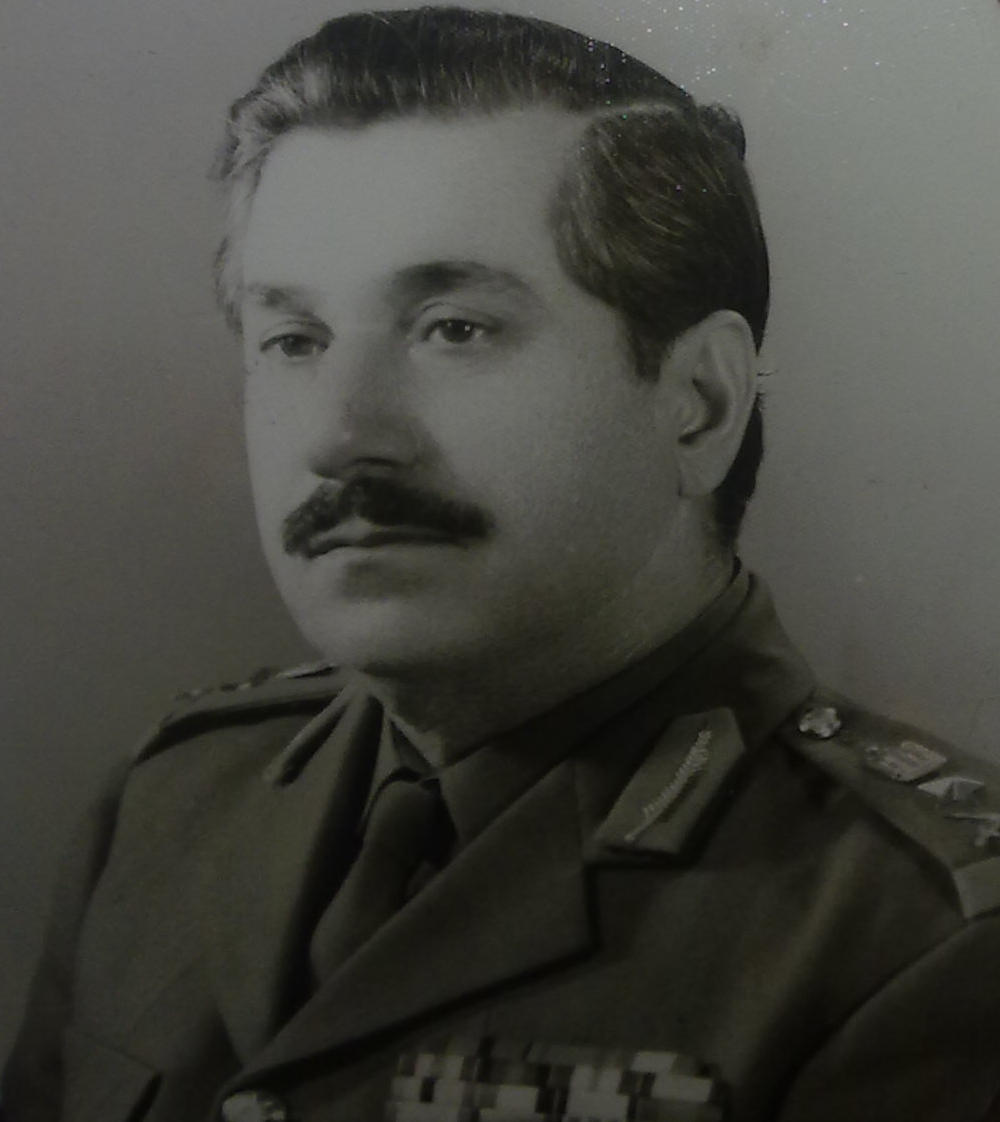
Mustafa Aziz Mahmoud

Mustafa Aziz Mahmoud (arabisch مصطفى عزيز محمود)  (* 1923; † 1989) war ein Militärgeneral des Irak.

## Arbeit
Mahmoud war von 1972 bis 1979 Militärgeneral des Irak und arbeitete die meiste Zeit für den ehemaligen Präsidenten Ahmad Hasan al-Bakr, aber auch eine kurze Zeit für Saddam Hussein.

## Kindheit und Familie
Sein Vater starb kurz nach seiner Geburt, die Mutter ebenfalls im frühen Kindesalter. Trotz seiner kurdischen Herkunft erreichte er eine gute schulische Bildung und einen hohen militärischen Rang, studierte in Russland, England und den USA und sprach sechs Sprachen (Arabisch, Kurdisch, Russisch, Englisch, Französisch & Persisch).  Er wirkte überwiegend im Hintergrund und führte ein ruhiges Familienleben. Er war verheiratet und hatte fünf Kinder. Shewan Mustafa Aziz, der einzige Junge, lebt heute in Texas (USA) und arbeitet als Professor im Tulane Krebszentrum an der Tulane-Universität in New Orleans. Die Mädchen leben heute weltweit verstreut. Tochter Jwan Mustafa Aziz  repräsentierte den Irak in mehreren Organisationen, wie z. B. 2006 in der Dropping Knowledge in Berlin.
| Personendaten    | Personendaten         |
| ---------------- | --------------------- |
| NAME             | Mahmoud, Mustafa Aziz |
| KURZBESCHREIBUNG | irakischer General    |
| GEBURTSDATUM     | 1923                  |
| STERBEDATUM      | 1989                  |